# شاپرکان پردار
شاپرکان پردار (نام علمی: Pterophoridae) نام یک تیره از زیرراسته دوروزنه‌ای است.